# Anna Wieser

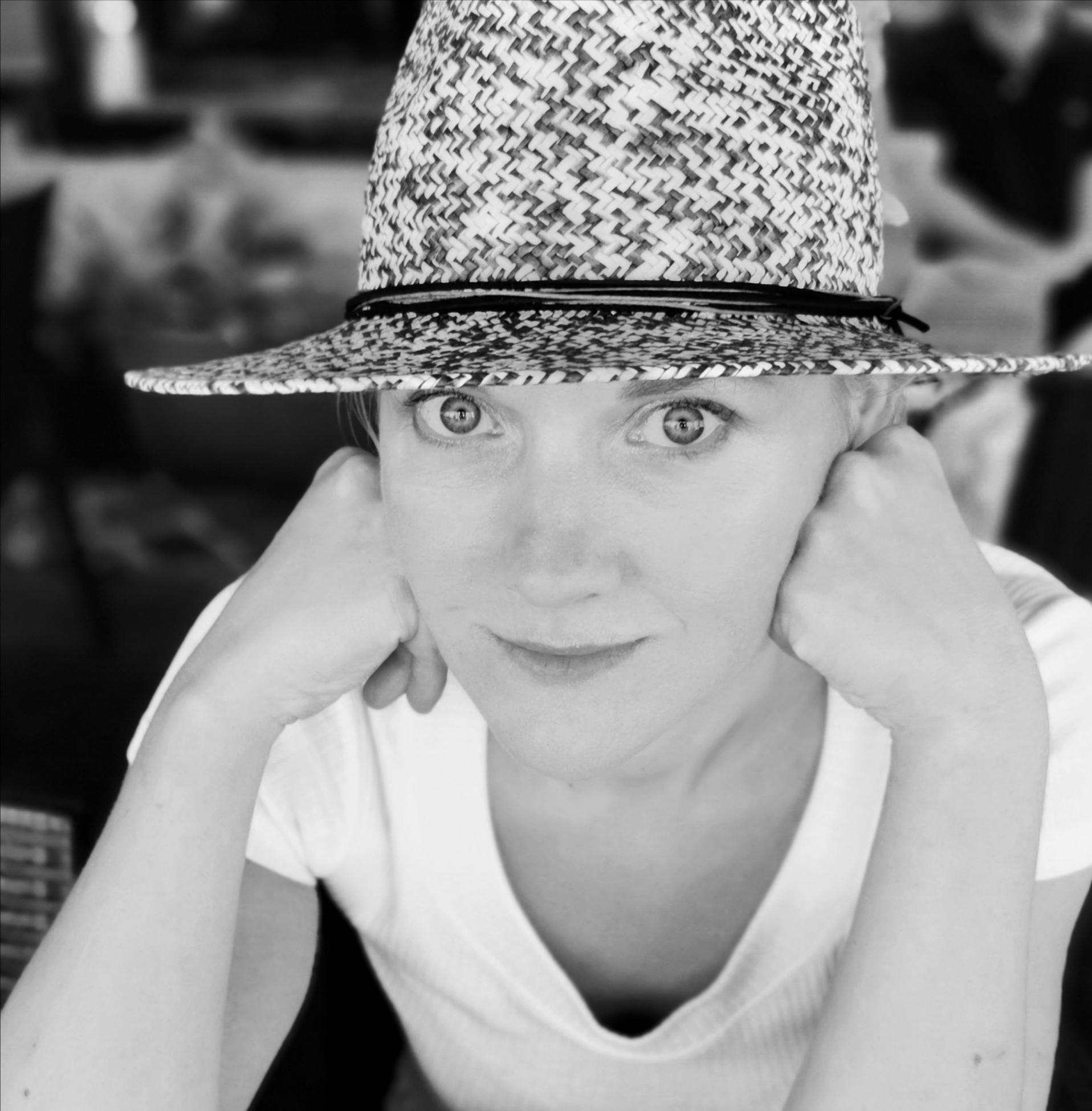

Anna Wieser (ur. w 1981 roku w Elblągu) – polska poetka.
Studiowała filologię polską i filmoznawstwo. Mieszka w Gdańsku.
Autorka tomu wierszy Delta (Wojewódzka Biblioteka Publiczna i Centrum Animacji Kultury, Poznań 2009) - II nagroda w VI Ogólnopolskim Konkursie Literackim „Złoty Środek Poezji” 2010 na najlepszy poetycki debiut książkowy roku 2009. Publikowała m.in. w „FA-arcie”, „Odrze”, „Wysokich Obcasach”,  „Toposie”, „Arteriach”, „Pograniczach”, „Kresach”, „Blizie”, „Wakacie”, austriackim piśmie literackim „Manuscripte”. Tłumaczona na język niemiecki i hiszpański.

## Poezja
- Delta (Wydawnictwo Wojewódzkiej Biblioteki Publicznej i Centrum Animacji Kultury, Poznań 2009)
- Mosty (Wydawnictwo Wojewódzkiej Biblioteki Publicznej i Centrum Animacji Kultury, Poznań, 2019)

## Antologie
- Solistki. Antologia poezji kobiet 1989-2009 (Staromiejski Dom Kultury, Warszawa 2009) red. Maria Cyranowicz, Joanna Mueller, Justyna Radczyńska; seria „Biblioteka Nocy Poetów”
- Konstelacje, wstęp i red. Anna Wieser, K.I.T Stowarzyszenie Żywych Poetów MBP, Brzeg, 2018
- Pragnienie wolności rozumiem bez słów, Poeci dla Tybetu, Brzeg, 2019
- 111. Antologia Babińca Literackiego 2016–2019 (Fundacja Duży Format, Warszawa 2020)
- Pośrodku dzikiego boiska Antologia wierszy poetek i poetów Złotego Środka 2005-2024, pod red. Jakuba Kornhausera

## Audiobooki
- „Elephant WoMan”, Bliza. Audiobiblioteka, nr 2, Centrum Kultury w Gdyni, 2010